# Jugoslovanska hokejska liga 1971/72
Sezona 1971/72 jugoslovanske hokejske lige je bila devetindvajseta sezona jugoslovanskega prvenstva v hokeju na ledu. Naslov jugoslovanskega prvaka so petič osvojili hokejisti slovenskega kluba HK Olimpija Ljubljana. 

## Končni vrstni red
1. HK Olimpija Ljubljana
2. HK Jesenice
3. KHL Medveščak
4. HK Kranjska Gora
5. HK Slavija Vevče
6. HK Partizan Beograd

## Državni prvaki
Janez Albreht, Tone Gale, Bogdan Jakopič, Milan Jan, Vlado Jug, Bojan Kumar, Drago Savič, Žvan, Rajko Vnuk, Janez Petač, Janez Puterle, Štefan Seme, Božidar Beravs, Roman Smolej, Rudi Hiti, Ernest Aljančič, Bahč.